# Coptodera cechovskyi
Coptodera (Coptoderina) cechovskyi – gatunek chrząszcza z rodziny biegaczowatych i podrodziny Lebiinae.

## Taksonomia
Gatunek opisany został w 2010 roku przez Ericha Kirschenhofera. Nazwa gatunkowa nada została na cześć zbieracza, który odłowił holotyp, Petr Čechovský. Holotypem jest samica odłowiona w 2000 roku.

## Opis
Osiąga 8,3 mm długości i 3,9 mm szerokości ciała. Głowa czarna, przedplecze brązowawo-czarne o bokoch szeroko jasnobrązowych. pokrywy czarne z brązowym bocznym zagłębieniem i dwiema dużymi rudożółtymi plamami każda. Nadustek, żuwaczki, głaszczki, czułki i odnóża rudożółte. Wierzch ciała raczej matowy z aksamitnym połyskiem, bezwłosy. Przedplecze 2,04 raza szersze niż długie, słabo wypukłe, o bokach zaokrąglenie zwężających się z przodu.  Pokrywy szerokoowalne, słabo wypukłe, o przedniej krawędzi zaokrąglonej. Rzędy głębokie, bardzo drobno punktowane. Od podobnego Coptodera farai różni się prostym brzegiem przednim przedplecza i większymi plamami na pokrywach.

## Występowanie
Gatunek ten jest endemitem Malezji, znanym jedynie z Peraku.